# Berthe Vulliemin
Berthe Vulliemin, née le 23 juillet 1894 à Lausanne et morte dans la même ville le 16 juin 1970, est une écrivain, journaliste et traductrice vaudoise.

## Biographie
Berthe Vulliemin fait ses études à l'université où elle obtient une licence en lettres. Elle mène une carrière de journaliste (collaboratrice de la Revue des deux mondes et de  La revue hebdomadaire), de conférencière et d'auteur dramatique à succès, tout en militant en faveur du suffrage féminin dès 1945. Elle traduit également de nombreux romans de romanciers anglais en français (Louis Bromfield, Daphné Du Maurier, Mark Twain notamment). 
Pendant la Seconde Guerre mondiale elle s'engage dans la Croix-Rouge et préside l'association suisse des conductrices de Croix-Rouge. Berthe Vulliemin est également vice-présidente du Pen-Club romand, membre du comité de la Société des écrivains suisses, secrétaire de la Société romande des auteurs dramatiques et membre des Femmes universitaires.

## Sources
- « Berthe Vulliemin », sur la base de données des personnalités vaudoises sur la plateforme « Patrinum » de la Bibliothèque cantonale et universitaire de Lausanne.
- Écrivains suisses d'aujourd'hui, p. 184
- Histoire de la littérature en Suisse romande tome II, p. 421
- Gazette de Lausanne, 1970/06/17 nécrologie p. 15